# 塔霍河三桥
塔霍河三桥（葡萄牙語：Terceira Travessia do Tejo，简称：TTT），又称切拉斯－巴雷鲁大桥（Chelas-Barreiro Bridge），是葡萄牙一座规划中的公路铁路两用桥，跨越塔霍河，连接北岸的里斯本与南岸的塞图巴尔半岛。

## 概况
工程北起塔霍河北岸的切拉斯，南至塔霍河南岸的巴雷鲁，总长约15（9英里），其中，主桥为斜拉桥，全长1,140（3,740英尺），跨径布置为：90+210+540+210+90米；引桥为华伦桁架桥，跨径大部分为90—120（295—394英尺），少数为160（525英尺）。桥宽32（105英尺），桥基础采用直径2.5（8.2英尺）、深70（230英尺）的桩基。两侧主桥塔均高198（650英尺），建成后将成为葡萄牙最高建筑物之一；同时，大桥主跨长度540（1,772英尺），将超越瓦斯科·达伽马大桥（420米）而成为葡萄牙主跨最长的斜拉桥。
大桥为公路铁路两用桥，跨河长度约为7.2（4英里），将成为里斯本-马德里高速铁路的重要节点，大桥设四线铁路，其中两线用于高速铁路，另两线用于普通铁路；公路桥部分则设双向六车道，预计2017年大桥的交通流量将达到6.6万辆/天，而相比而言，瓦斯科·达伽马大桥和4月25日大桥的交通量将分别达到9.15万辆/天和14万辆/天。
规划中的里斯本新机场将开通快线列车服务，每小时4班，连接里斯本市区与新机场，全程约20分钟，机场快线列车也将利用这座大桥跨越塔霍河。

## 历史
2008年4月，葡萄牙政府宣布，将于同年11月推出建设塔霍河三桥的国际公开招标，工程预算达17亿欧元。根据葡萄牙工业联合会和交通专家何塞·曼努埃尔·维埃加斯（José Manuel Viegas）提交的一项研究报告，政府认为大桥采用公路与铁路共建方式是“可行且合理的”。
2009年，葡萄牙高速铁路网推出竞标，寻求一家公共私营合作伙伴，共建里斯本-波塞朗线以及塔霍河三桥，合同涉及该计划的设计、建设、资金和维护，包括提供铁路基础设施。项目的建设计划于2010年开始，2013年完成。
2012年3月21日，葡萄牙经济与就业部宣布，该国已“确定放弃”里斯本-马德里高速铁路计划。
2013年11月，葡萄牙公共设施、交通及通讯部长塞尔吉奥·席尔瓦·蒙泰罗在巴雷鲁市议会上指出，塔霍河三桥“尽管是一项重要投资”，但以现阶段的财政状况来看，是“不可行的”。不过他同时也表示，如果未来不再受到资金问题的限制，该项目或将成为可能。巴雷鲁市长卡洛斯·温贝托（Carlos Humberto）则重申了巴雷鲁与里斯本之间兴建塔霍河三桥的必要性，“这不过是个时间问题。”